# Elena Verdes Montenegro
Elena Verdes Montenegro Martín (Alacant, 8 de juny de 1904 – Ciutat de Mèxic, 1 de desembre de 1995) fou una pintora que formà part de la Generació del 27, professora catedràtica de Dibuix i exiliada del franquisme a Mèxic.

## Primers anys i formació
Era filla de Justa Martín Chozas i José Verdes Montenegro Montoro, professor catedràtic de Psicologia, Lògica, Filosofia i Dret en l’educació secundària, molt actiu en les col·laboracions en premsa i d’ideologia socialista.
Cap a 1917 la familia es traslladà a Madrid, seguint la feina del pare; Elena Verdes estudià el batxillerat i es matriculà a l’Escola d’Arts i Oficis de Madrid el 1921, on coincidí amb Remedios Varo i Elvira Gascón, en un moment en què es començava a admetre les noies a les aules, fent les classes «en hora distinta i en local independent de les dels altres». Aquests estudis els permetien l'accés a estudis artístics superiors.

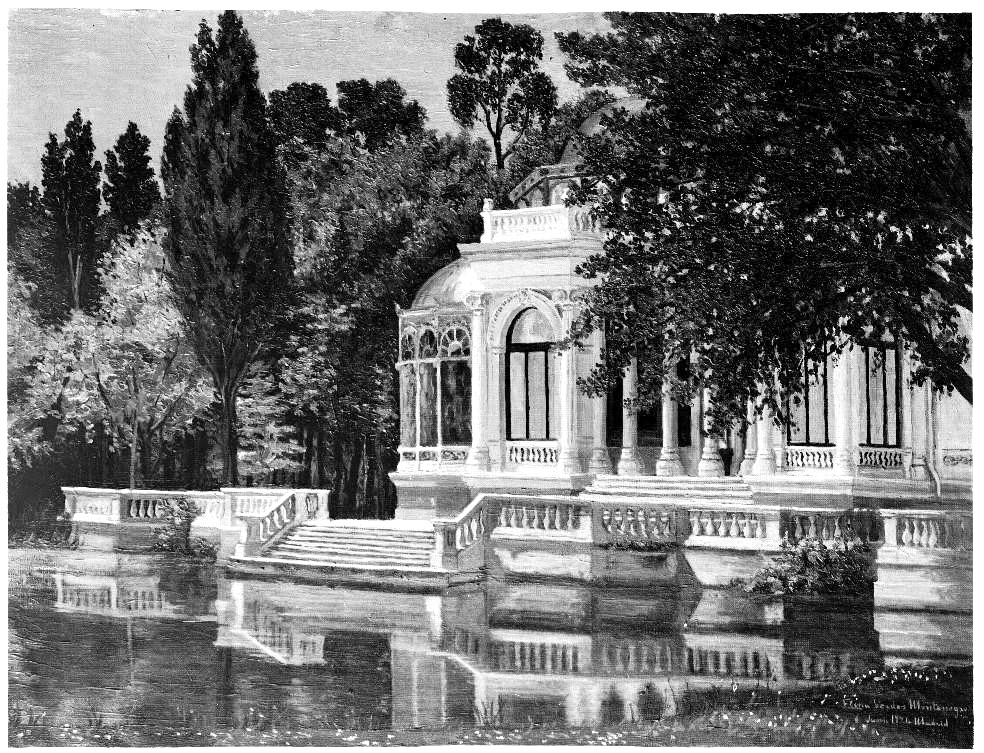
El Palacio de Cristal (en versió monocolor), d'Elena Verdes Montenegro

## Carrera pictòrica
L’octubre de 1924 va participar per primer cop en una exposició, presentant l’obra El Palacio de Cristal al «Quinto Salón de Otoño», una mostra organitzada per la Asociación de Pintores y Escultores al Palau d'Exposicions d'El Retiro. L’any següent hi presentà Fuente del Retiro i Los Tamarindos de Biarritz. L'any següent, com que no se celebrà l'exposició, Elena Verdes Montenegro va participar en la Exposició Nacional de Belles Arts, amb un oli, Rincón de Fontaine Laborde, pintat a Anglet, França. Participaria altres vegades, en aquest certamen, i al «Salón de Otoño», almenys fins a l'any 1931, presentant les seves obres, normalment paisatges, retrats, marines i natures mortes, que obtenien la consideració de la crítica i el públic.

## Exili
Als anys 30 obtingué una càtedra de Dibuix en un institut de secundària, però amb la Guerra va haver de marxar a l'exili a Mèxic, a bord del Sinaia, amb tota la seva família. A Mèxic DF va treballar com a professora d'art a l'Institut Luís Vives.

## Vida personal
Estigué casada durant un període breu amb José Antonio López-Garro Avilés, amb qui tingué una filla. Està enterrada a Ciutat de Mèxic i és on viuen els seus parents i la seva descendència.